# Mewowce
Mewowce (Lari) – podrząd ptaków z rzędu siewkowych (Charadriiformes).

## Zasięg występowania
Podrząd obejmuje gatunki występujące w Ameryce, Eurazji, Australazji, Afryce i Antarktydzie.

## Systematyka
Do podrzędu zalicza się następujące rodziny:
Parvordo: Turnicida Huxley, 1868
- Turnicidae – przepiórniki

Parvordo: Larida Sharpe, 1891
- Nadrodzina: Glareoloidea C.L. Brehm, 1830
  - Dromadidae – krabożery
  - Glareolidae – żwirowcowate
- Nadrodzina: Alcoidea Leach, 1820
  - Alcidae – alki
  - Stercorariidae – wydrzyki
- Nadrodzina: Laroidea Rafinesque, 1815
  - Laridae – mewowate